# Спіральний клапан

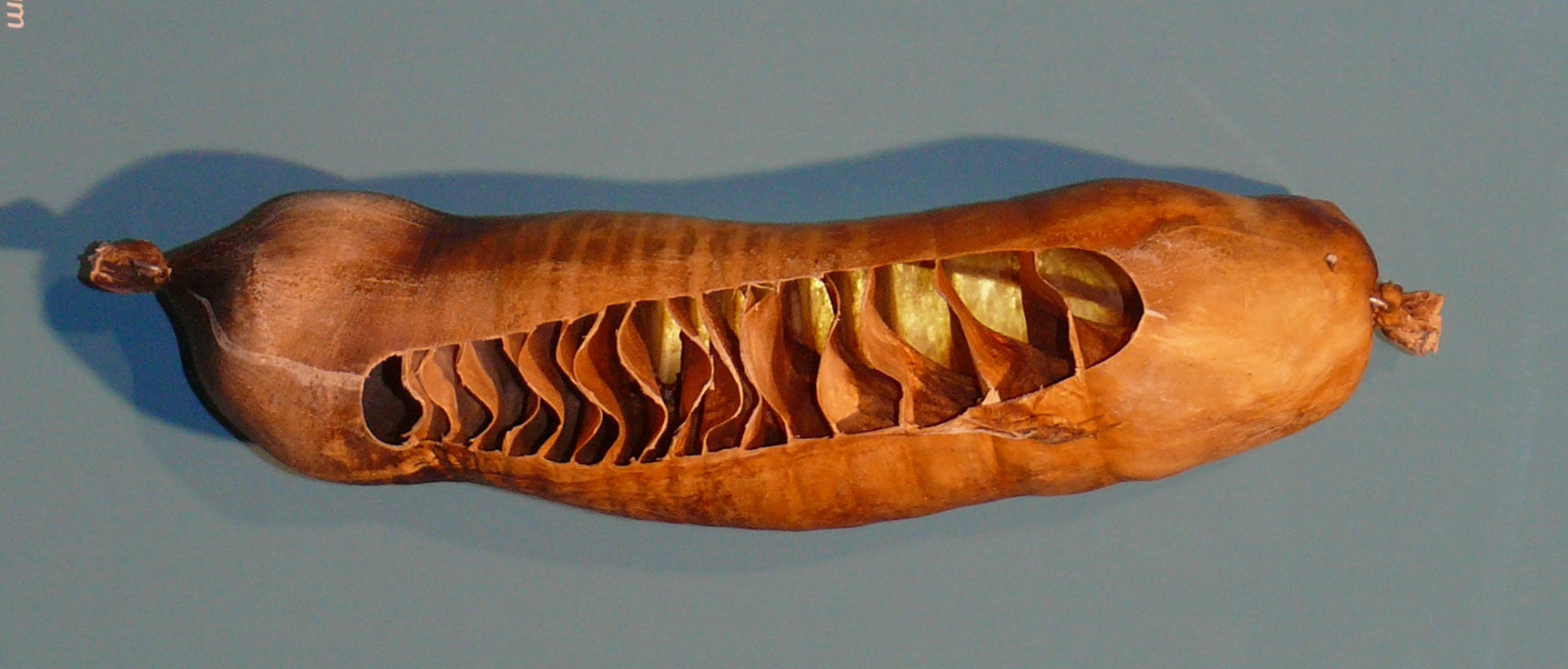
Висушений фрагмент середньої кишки акули-няньки. Частина кишки зрізана так, що видно спіральний клапан

Спіральний клапан — складка слизистої оболонки в товстій кишці міног і деяких риб, закручена спіраллю (утворює від декількох до 40 зворотів). Збільшує всмоктувальну поверхню кишки і уповільнює просування по ньому їжі, тим самим уподібнюючи у функціональному відношенні коротку пряму кишку довгій звитій. Спіральний клапан характерний для деяких круглоротих, всіх хрящових риб (акул, скатів, химер) та деяких кісткових риб — лопатеперих, хрящових ганоїдів, кісткових ганоїдів, окремих оселедцеподібних (дораб).